# Voinivka, Oleksandria
Voinivka (în ucraineană Войнівка) este o comună în raionul Oleksandria, regiunea Kirovohrad, Ucraina, formată numai din satul de reședință.

## Demografie
Componența lingvistică a comunei Voinivka
     Ucraineană (91,29%)
     Rusă (7,28%)
     Alte limbi (0,93%)
Conform recensământului din 2001, majoritatea populației comunei Voinivka era vorbitoare de ucraineană (91,29%), existând în minoritate și vorbitori de rusă (7,28%).